# Errina altispina
Errina altispina — вид гідроїдних кнідарій родини Stylasteridae ряду Антомедузи (Anthomedusae). Вид поширений на заході Атлантики на глибині 200-310 м.